# Dạy vẹt

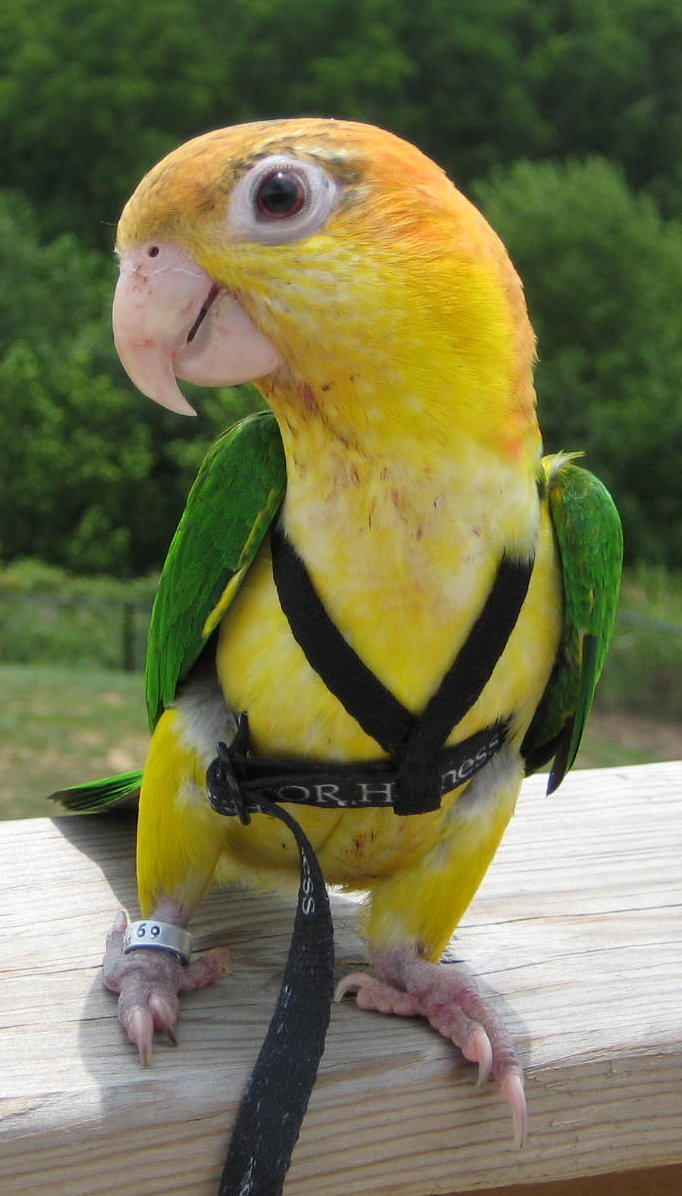
Một con vẹt đang được huấn luyện

Dạy vẹt hay còn gọi là huấn luyện vẹt là những phương pháp, kỹ thuật để thuần dưỡng, chỉ dạy bằng những hành vi cho loài vẹt để thuần dưỡng chúng thành những con vẹt kiểng (vẹt cưng) là bầu bạn với con người trong hộ gia đình. Sự huấn luyện là chúng cơ bản mất đi ít nhiều những tập tính trong tự nhiên để trở thành những con vật thuần hơn bằng những phương pháp dạy đa dạng với nhiều mánh lới. Những kết quả hướng tới là dạy chúng không được bay, ở yên một chỗ và tập nói tiếng người.

## Chọn vẹt
Muốn nuôi dạy vẹt nói, điều quan trọng nhất là phải nuôi từ lúc nó mới nở. Những con vẹt này về sau sẽ thân và nghe lời, không cần phải nhốt lồng hay cột xích. Nuôi vẹt bổi (vẹt đã lớn) cũng có thể nói nhưng không thể dạy được, nghĩa là sau khi nuôi nó một thời gian dài (1-2 năm), nó sẽ học được một vài tiếng. Vẹt bổi nuôi khó thuần. Nên mua vẹt mới nở, nuôi vẹt từ lúc mới nở thì vẹt sẽ bắt đầu nói vào lúc gần được 1 năm tuổi. Thời gian vẹt tập nói bạn có thể nhắc đi nhắc lại những câu muốn dạy cho đến khi nó nhuần nhuyễn. Vẹt không cần phải lột lưỡi cũng như không cần cho ăn ớt như Nhồng. Vẹt mái nói nhiều hơn vẹt trống. 

## Làm quen
Huấn luyện vẹt khi còn non là cách tốt nhất để vẹt biết nói. Thời điểm tốt nhất dạy vẹt nói là bắt đầu từ tháng thứ 6-một năm tuổi, nghĩa là khi còn non. Điều quan trọng là làm sao có sự giao tiếp tốt và thiết lập sự tin tưởng của vẹt khi nó còn non với chủ và với mọi người. Vẹt non cũng cần phải bắt đầu với những mối quan hệ xung quanh: người chăm sóc trực tiếp và người lạ. Do đó, cần phải dành nhiều thời gian với vẹt non, đừng để những xung đột xảy ra giữa chủ và vẹt.
Dạy vẹt những cử chỉ đơn giản. Trên cơ sở đã thân thiện với vẹt, dạy những hành vi đơn giản. Nếu muốn tạo cho con chim của trở nên quen với việc bị xử lý nhẹ nhàng, trước hết, có thể vuốt ve với bàn chân và ngón chân của nó để không tạo nó phản ứng của nó về hành vi. Dần dần nó sẽ quen và đưa chân của nó cho người vuốt ve, tiếp đó, nhẹ nhàng nâng đỡ đôi cánh của nó, đừng để nó sợ khi đụng đến cánh của nó, vì chim rất nhạy cảm với việc đụng vào cánh. Vuốt ve là hành động biểu hiện thân thiện nhất giữa chủ và vẹt.

## Tập nói

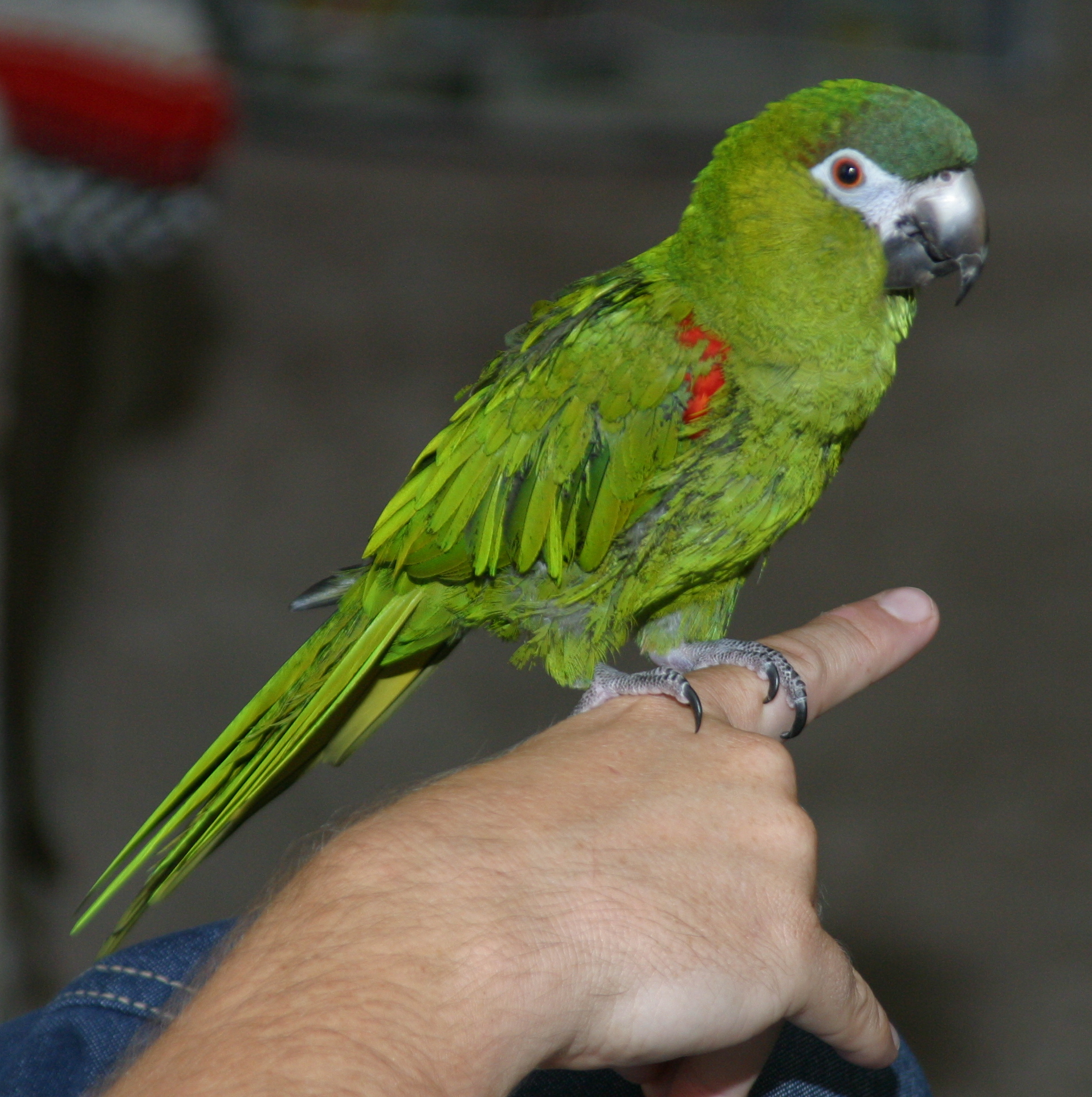
Tập nói cho vẹt thì kỳ công

Dạy vẹt nhận biết âm thanh đơn giản. Thân thiện với các con chim non thường xuyên cho phép trở nên quen thuộc với tính cách và sở thích của từng con, làm cho người dạy tiếp cận với chúng dễ dàng hơn và cũng như dễ dàng điều khiển con chim theo ý bằng những cử chỉ đơn giản, như ra hiệu bằng tay, hay gọi nó lại gần. Để gọi được con chim, đầu tiên phải đặt cho nó một cái tên đơn giản, với một âm tiết để chim dễ bắt chước.
Dạy vẹt nói những từ đơn giản. Khi vẹt đã chấp nhận những cử chỉ thân thiện, như vuốt ve, biết nghe tiếng gọi thì dạy nó nói những từ đơn giản, thường là có nguyên âm a, o thì vẹt dễ học nhất. Công việc này cũng lặp lại thường xuyên, vào một thời gian nhất định, buổi sáng sớm: 6-7 giờ, và buổi chiều: từ 5-6 giờ. Khi dạy nói, nên để trong phòng yên tĩnh thì việc dạy nói mới có hiệu quả cao. Nên tránh cho vẹt tiếp xúc với nhiều người trong khi dạy nói, Vẹt sẽ khó nhận ra những âm thanh tạp hay âm thanh cần huấn luyện. Hệ quả của việc này sẽ tạo ra cho vẹt phát âm không rõ tiếng hoặc nói những từ ngoài ý muốn.

## Phương pháp
Chuẩn bị một nơi thoải mái, yên tĩnh để tránh khỏi sự xao nhãng. Luyện tập trong suốt một ngày ở bên ngoài lồng, khi vẹt tỏ ra quan tâm, hứng thú với bài tập. Luyện tập trong suốt thời gian cho ăn hoặc tối muộn khi vẹt đã buồn ngủ sẽ không phải là những thời điểm thích hợp. Để vẹt đứng trên cành đậu trong suốt bài tập. Nếu không có cành đậu cho vẹt, có thể sử dụng thành ghế hoặc bất cứ cái ghế nào có thành để vẹt có thể dễ dàng đứng trên đó và không di chuyển quá xa.
Sử dụng câu lệnh: Đưa ra một cụm từ mà trước đó bạn không sử dụng thường xuyên với vẹt. Học câu lệnh: có thể sử dụng cả mệnh lệnh lời nói và cử chỉ, đơn giản như vẫy vẫy các ngón tay, nhấc lên gập xuống. Đưa que gỗ ra và ra lệnh hoặc hành động trước khi vẹt nhấc chân lên. Ngay sau khi vẹt hoàn thành bài tập (bằng việc nhấc chân lên), nhớ khen ngợi và thưởng cho nó là cho nó cảm nhận được sự tưởng thưởng khi thực hiện việc này.